# Cromwell's Castle
Cromwell's Castle er et artillerifort der ligger med udsigt til New Grimsby harbour på øen Tresco i Isles of Scilly. Den er opkaldt efter rundhovedernes leder Oliver Cromwell.
Det består af et højt, rundt kanontårn og en tilhørende kanonplatform, og det blev designet til at forhindre fjendtlige skibe i at trænge ind i havnen.
Fæstningen blev bygget i to faser; Sir Robert Blake opførte tårnet mellem 1651 og 1652 efter rundhovedernes invasion af øerne i slutningen af den engelske borgerkrig, og Master Gunner Abraham Tovey tilføjede kanonplatformen under krigen om Jenkins' Øre omkring 1739.
Tårnet gik ud af brug kort efter.
I dag drives Cromwell's Castle English Heritage og er åben for offentligheden.